# Station Liverpool South Parkway
Liverpool South Parkway is een spoorwegstation van National Rail in Liverpool in Engeland. Het station is eigendom van Network Rail en wordt beheerd door Merseyrail. 

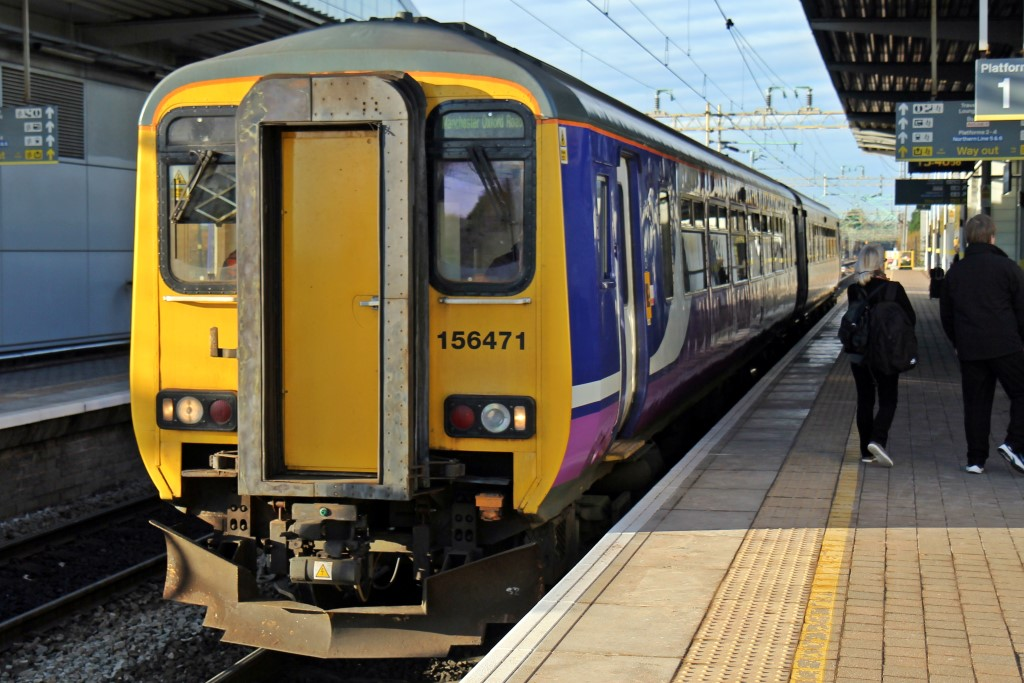
Trein van Northern Rail
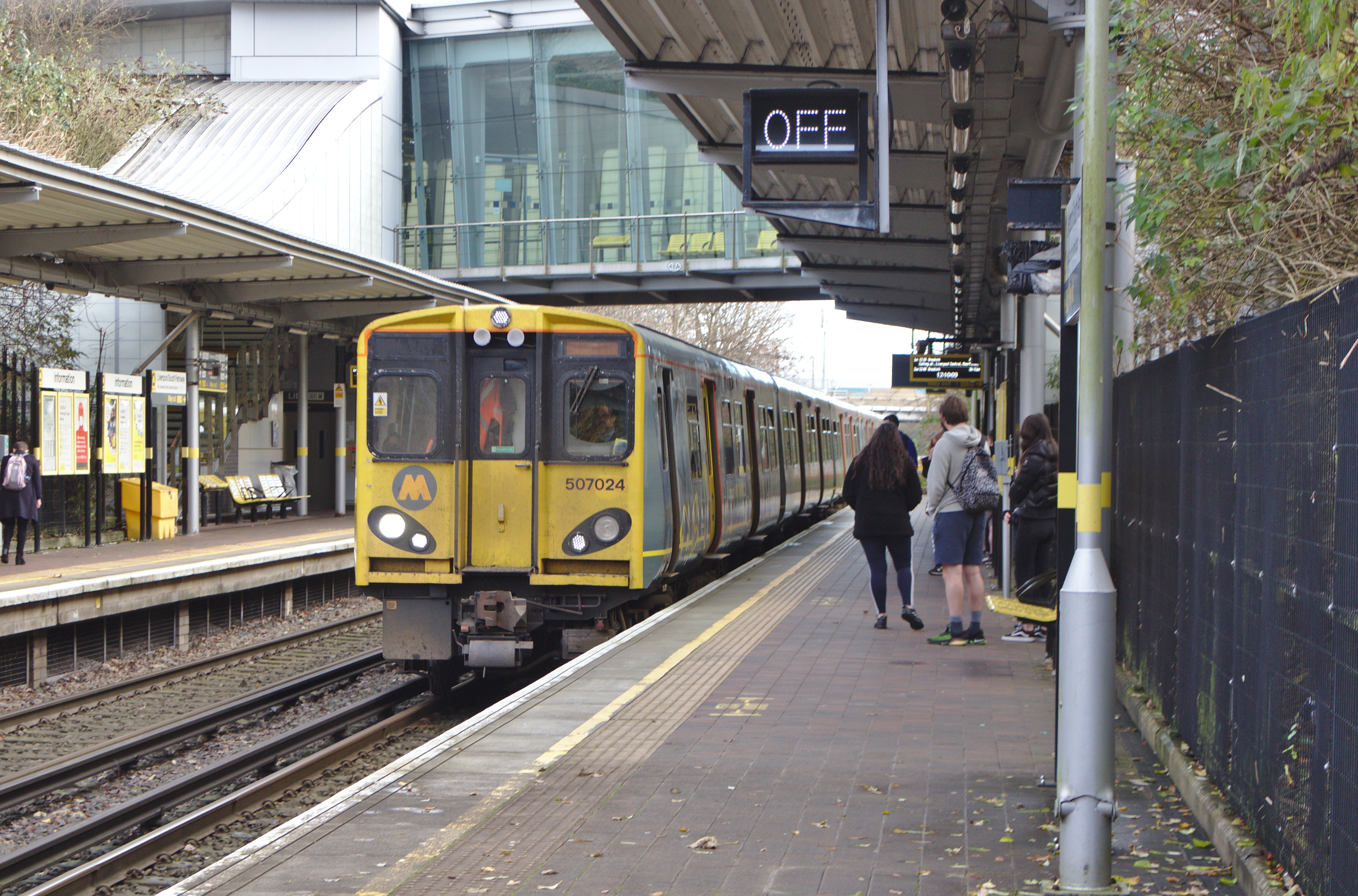
Trein  van Merseyrail